# Duncton
Duncton är en ort och civil parish i Storbritannien.   Den ligger i grevskapet West Sussex och riksdelen England, i den södra delen av landet, 70 km sydväst om huvudstaden London. Duncton ligger 36 meter över havet och antalet invånare är 356.
Terrängen runt Duncton är platt åt nordost, men åt sydväst är den kuperad. Runt Duncton är det tätbefolkat, med 636 invånare per kvadratkilometer. Närmaste större samhälle är Bognor Regis, 18,5 km söder om Duncton. Trakten runt Duncton består i huvudsak av gräsmarker.